# Класичні цефеїди

Діаграма Герцшпрунга—Рассела. Цефеїди — вище центру.

Класичні цефеїди (також відомі як цефеїди 1-го покоління, цефеїди 1-го типу, або змінні типу Дельти Цефея) — тип змінних зір із класу цефеїд. Це зорі першого покоління, що пульсують із періодами від кількох днів до кількох тижнів. Амплітуда змін їх візуального блиску лежить у межах від кількох десятих зоряної величини до 2 величин.
Існує добре визначена залежність між світністю класичних цефеїд і періодом їхніх пульсацій, що робить їх надійними стандартними свічками для визначення галактичних і міжгалактичних відстаней. Спостереження зір цього типу за допомогою телескопа Габбл дозволили уточнити значення сталої Габбла. Також їх використовують для уточнення численних характеристик галактики Чумацький Шлях, такі як, наприклад, висота Сонця над галактичною площиною й місцева спіральна структура Галактики.
У галактиці Чумацький Шлях відомо близько 800 класичних цефеїд, а їх очікувана кількість перевищує 6 000. Також відомо кілька їх тисяч у Магелланових Хмарах та інших галактиках. Телескоп Габбл вирізнив кількадесят класичних цефеїд у галактиці NGC 4603, відстань до якої становить 100 мільйонів світлових років.

## Характеристики
Маса класичних цефеїд становить від 4 до 20 мас Сонця, а їх світність — приблизно від 1000 до 50 000 сонячних (у незвичайної зорі V810 Центавра — більш ніж 200 000). Вони можуть належати до спектральних класів F6 — K2 і бути яскравими гігантами або тьмяними надгігантами. Їх радіус лежить у межах від декількох десятків до декількох сотень сонячних. Чим більша світність зорі, тим вона більша й холодніша. Під час пульсацій змінюється й температура поверхні цефеїд, і їхній радіус (наприклад, у довгоперіодичної зорі I Кіля — на 25%), що призводить до зміни блиску на величину до 2m. Змінність помітніша на коротших хвилях.
Цефеїди можуть пульсувати в режимі нормальних коливань, перших обертонів, і рідше — у змішаному режимі. Пульсації на обертонах, вищих за перший, бувають рідко, але становлять значний науковий інтерес. Вважають, що більшість класичних цефеїд пульсують в режимі нормальних коливань, хоча визначити режим за формою кривої блиску нелегко. Зорі, що пульсують на обертонах, мають більший розмір та більшу світність, ніж зорі з таким самим періодом, які пульсують в режимі нормальних коливань.
Зорі, що зараз є класичними цефеїдами, раніше були зорями головної послідовності спектрального класу B (приблизно до B7, можливо, й пізніх підкласів класу O). Масивніші та гарячіші зорі стають яскравішими цефеїдами з довшими періодами. Припускають, що молоді зорі в нашій Галактиці, металічність яких близька до сонячної, до часу досягнення смуги нестабільності втратять так багато речовини, що їх періоди будуть 50 днів або менше. Зорі з нижчою металічністю, наприклад у Магеланових Хмарах, можуть втримати більше речовини й стати яскравішими цефеїдами з довшими періодами. Зорі популяції I із масою понад 20 сонячних, на думку астрономів, ніколи не досягають смуги нестабільності, а отже не стають цефеїдами.
Коли зоря помірної маси вперше залишає головну послідовність, вона перетинає смугу нестабільності дуже стрімко, поки гідрогенова оболонка згоряє. Коли ж у зорі з помірною масою запалюється гелієве ядро, вона описує на діаграмі Герцшпрунга—Рассела «блакитну петлю» й перетинає смугу нестабільності знову, спочатку при переході до вищих температур, а згодом при русі назад, у бік асимптотичного відгалуження гігантів. У деяких випадках зорі можуть перетинати смугу нестабільності вчетверте й уп'яте, коли починає горіти гелієва оболонка. За швидкістю зміни періоду цефеїди, а також за спектральними даними про вміст хімічних елементів, можна визначити вкотре зоря перетинає смугу нестабільності.

## Криві блиску

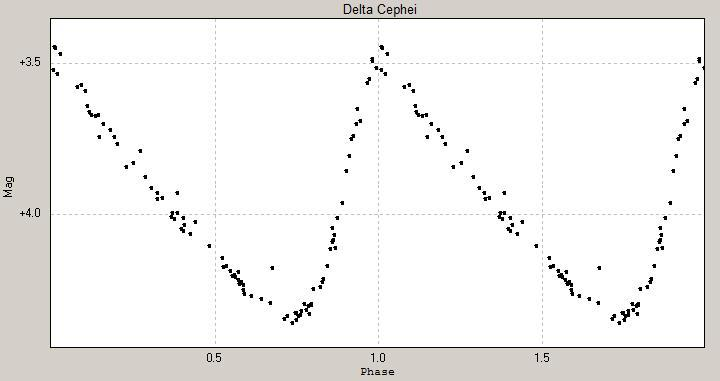
Крива блиску Дельти Цефея

Зазвичай цефеїди мають асиметричні криві блиску зі швидким підняттям до максимуму, після якого йде повільне падіння до мінімуму (наприклад, Дельта Цефея). Це результат розбіжності фаз змін радіусу та температури і ознака того, що зоря пульсує в режимі нормальних коливань — найбільш типовому для цефеїд I типу. В деяких випадках на гладкій кривій блиску з'являється «горбик», де світність повільніше падає або навіть трохи зростає. Вважають, що він виникає через резонанс між нормальними коливаннями й другими обертонами. Найчастіше він буває на ділянці падіння блиску в зір з періодом десь 6 днів (наприклад, Ета Орла). При збільшенні періоду «горбик» переміщується в напрямку максимуму й може спричиняти подвійний максимум або ж зливатися з первинним максимумом у зір з періодом близько 10 днів (наприклад, Мекбуда). У зір з довшими періодами «горбик» може лежати на ділянці підняття блиску (наприклад X Лебедя), але якщо період довший від 20 днів, то резонанс зникає.
Невелика частка класичних цефеїд мають майже симетричні синусоїдальні криві блиску. Їх називають s-цефеїдами. Зазвичай вони мають менші амплітуди й часто короткі періоди. Гадають, що більшість з них пульсує на першому (наприклад, X Стрільця) або вищих обертонах, хоча подібну форму кривої блиску мають і деякі незвичні зорі, що, найімовірніше, пульсують на основному тоні (приміром, S Лисички). Очікують, що в нашій Галактиці пульсатори на перших обертонах мають лише короткі періоди, а в галактиках із меншою металічністю (наприклад, Магеланових Хмарах) можуть мати дещо довші. Також у Магеланових Хмарах частіше трапляються пульсатори на вищих обертонах і цефеїди, що пульсують на двох обертонах одночасно. Вони зазвичай мають дещо неправильні криві блиску з низькими амплітудами.

## Відкриття

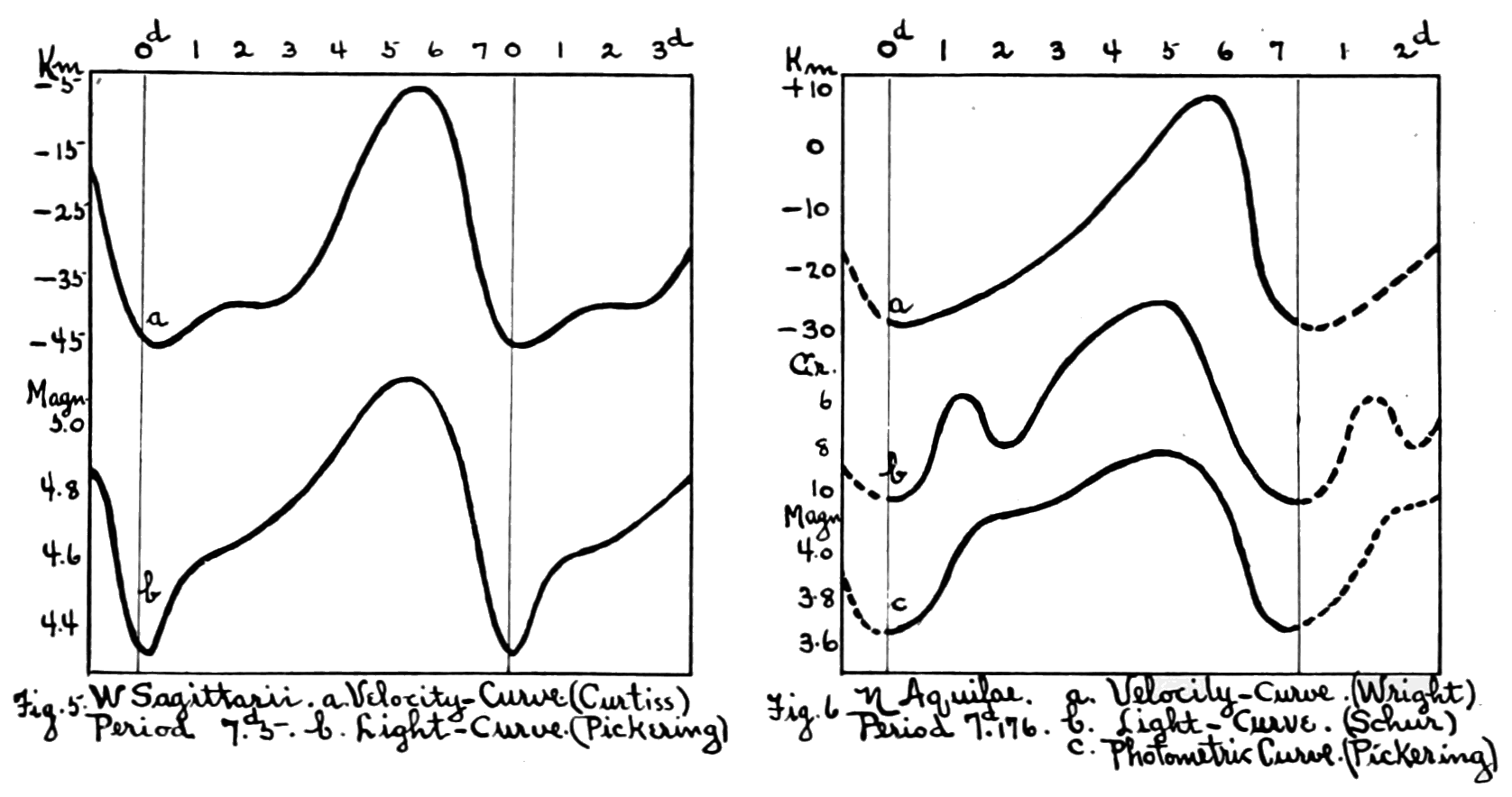
Історичні криві блиску W Стрільця та Ети Орла

10 вересня 1784 року Едвард Піґотт помітив змінність Ети Орла, першої відомої представниці класичних цефеїд. Однак своєю назвою цей клас зір завдячує Дельті Цефея, змінність якої відкрив Джон Ґудрайк через кілька місяців. Дельта Цефея також є важливим калібратором співвідношення між періодом і світністю, оскільки відстань до неї є однією з найточніше визначених з-поміж інших цефеїд. Точно встановити відстань допомогла її належність до складу зоряного скупчення, а також точні вимірювання її паралакса телескопами Габбл та Гіппаркос.

## Залежність між періодом і світністю

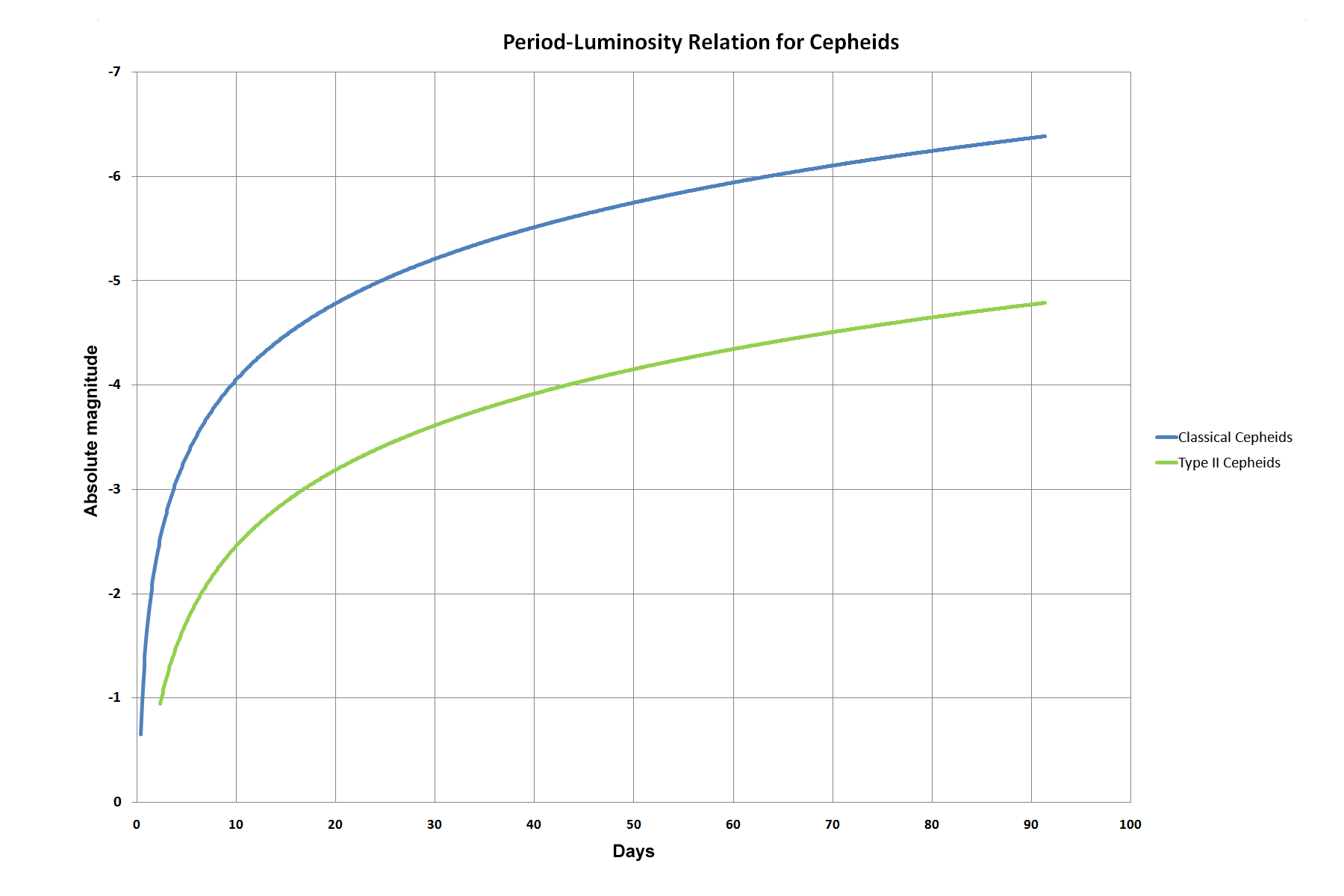
Залежність між періодом та світністю для цефеїд

Світність класичних цефеїд тісно пов'язана з їх періодом змінності. Чим довший період пульсацій, тим яскравіша зоря. Залежність між періодом та світністю класичних цефеїд відкрила Генрієтта Свон Лівітт 1908 року, коли досліджувала тисячі зір у Магелланових Хмарах. Вона опублікувала цю роботу 1912 року. Якщо відома залежність світності від періоду, то можна для цефеїди з відомим періодом встановити світність. Потім можна знайти до неї відстань за видимою зоряною величиною. Впродовж ХХ століття відношення між періодом та світністю калібрували багато астрономів, починаючи з Ейнара Герцшпрунга. Однак калібрування було досить складним завданням. Цю задачу в межах галактики вдалось вирішити 2007 року, використавши точні HST-паралакси для 10 близьких цефеїд. Крім того, 2008 року астрономи Європейської південної обсерваторії обчислили з точністю в межах 1% відстань до цефеїди RS Корми, використовуючи відбиття її світла від туманності, де вона розташована. Але цей результат став предметом жвавих дискусій.
За спостереженнями тригонометричного паралакса 10 близьких цефеїд, зробленими телескопом «Габбл», встановлено таку залежність їх абсолютної величини {\displaystyle M_{v}} від періоду:
{\displaystyle M_{v}=(-2,43\pm 0.12)(\log _{10}(P)-1)-(4,05\pm 0.02),}
де {\displaystyle P} — період у добах. Відстань до класичних цефеїд ({\displaystyle d}) можна розрахувати за такими рівняннями:
{\displaystyle 5\log _{10}{d}=V+(3,34)\log _{10}{P}-(2,45)(V-I)+7.52}
або
{\displaystyle 5\log _{10}{d}=V+(3.37)\log _{10}{P}-(2.55)(V-I)+7.48,}
де {\displaystyle I} та {\displaystyle V} — видимі зоряні величини в ближньому інфрачервоному та видимому діапазоні відповідно.

## Похибки визначення відстані за цефеїдами
Головні джерела похибки для відстані, визначеної за цефеїдами, — відмінність залежності світності від періоду у різних фотометричних смугах, вплив металічності на нульову точку та нахил кривої цієї залежності, а також домішки світла від сторонніх джерел та проблематичність визначення величини міжзоряного поглинання світла на таких відстанях. Всі ці проблеми активно досліджуються.
Ця похибка призводить до низької точності визначення сталої Габбла, оцінки якої варіюють від 60 до 80 (км/с)/Мпк. Уточнення її значення — одна з найактуальніших задач астрономії, оскільки від цього залежить точність визначення інших космологічних параметрів Всесвіту.

## Приклади
Серед цефеїд є яскраві зорі, змінність яких легко спостерігати неозброєним оком, зокрема, Дельта Цефея, Ета Орла, Дзета Близнят та Бета Золотої Риби. Найближчою класичною цефеїдою є Полярна зоря, хоча точна відстань до неї дискусійна.
| Назва                | Сузір'я                    | Відкриття              | Максимальна видима величина (mV) | Мінімальна видима величина (mV) | Період (доби) | Спектральний клас | Примітка                                                               |
| -------------------- | -------------------------- | ---------------------- | -------------------------------- | ------------------------------- | ------------- | ----------------- | ---------------------------------------------------------------------- |
| η Aql                | Орел                       | Едвард Піґотт, 1784    | 3m,48                            | 4m,39                           | 07,17664      | F6 Ibv            |                                                                        |
| FF Aql               | Орел                       |                        | 5m,18                            | 5m,68                           | 04,47         | F5Ia—F8Ia         |                                                                        |
| TT Aql               | Орел                       |                        | 6m,46                            | 7m,7                            | 13,7546       | F6—G5             |                                                                        |
| U Aql                | Орел                       |                        | 6m,08                            | 6m,86                           | 07,02393      | F5I-II—G1         |                                                                        |
| T Ant                | Насос                      |                        | 5m,00                            | 5m,82                           | 05,898        | G5                | Можливо, має невидиму компоненту. Раніше вважалася цефеїдою II типу.   |
| RT Aur               | Візничий                   |                        | 5m,00                            | 5m,82                           | 03,73         | F8Ibv             |                                                                        |
| l Car                | Кіль                       |                        | 3m,28                            | 4m,18                           | 35,53584      | G5 Iab/Ib         |                                                                        |
| δ Cep                | Цефей                      | Джон Ґудрайк, 1784     | 3m,48                            | 4m,37                           | 05,36634      | F5Ib—G2Ib         | Подвійна зоря, подвійність якої видно в бінокль.                       |
| AX Cir               | Циркуль                    |                        | 5m,65                            | 6m,09                           | 05,273268     | F2—G2II           | Спектрально-подвійна зоря з супутником класу B6 із масою 5 сонячних.   |
| BP Cir               | Циркуль                    |                        | 7m,31                            | 7m,71                           | 02,39810      | F2/3II—F6         | Спектрально-подвійна зоря з супутником класу B6 із масою 4,7 сонячних. |
| BG Cru               | Південний Хрест            |                        | 5m,34                            | 5m,58                           | 03,3428       | F5Ib—G0p          |                                                                        |
| R Cru                | Південний Хрест            |                        | 6m,40                            | 7m,23                           | 05,82575      | F7Ib/II           |                                                                        |
| S Cru                | Південний Хрест            |                        | 6m,22                            | 6m,92                           | 04,68997      | F6—G1Ib-II        |                                                                        |
| T Cru                | Південний Хрест            |                        | 6m,32                            | 6m,83                           | 06,73331      | F6—G2Ib           |                                                                        |
| X Cyg                | Лебідь                     |                        | 5m,85                            | 6m,91                           | 16,38633      | G8Ib              |                                                                        |
| SU Cyg               | Лебідь                     |                        | 6m,44                            | 7m,22                           | 03,84555      | F2—G0I-II         |                                                                        |
| β Dor                | Золота Риба                |                        | 3m,46                            | 4m,08                           | 09,8426       | F4—G4Ia-II        |                                                                        |
| ζ Gem                | Близнята                   |                        | 3m,62                            | 4m,18                           | 10,15073      | F7Ib—G3Ib         |                                                                        |
| R Mus                | Муха                       |                        | 5m,93                            | 6m,73                           | 07,51         | F7Ib—G2           |                                                                        |
| S Mus                | Муха                       |                        | 5m,89                            | 6m,49                           | 09,66007      | F6Ib—G0           |                                                                        |
| S Nor                | Косинець                   |                        | 6m,12                            | 6m,77                           | 09,75411      | F8—G0Ib           | Найяскравіша зоря розсіяного скупчення NGC 6087                        |
| QZ Nor               | Косинець                   |                        | 8m,71                            | 9m,03                           | 03,786008     | F6I               | У розсіяному скупченні NGC 6067                                        |
| V340 Nor             | Косинець                   |                        | 8m,26                            | 8m,60                           | 11,2888       | G0Ib              | У розсіяному скупченні NGC 6067                                        |
| V378 Nor             | Косинець                   |                        | 6m,21                            | 6m,23                           | 03,5850       | G8Ib              |                                                                        |
| BF Oph               | Змієносець                 |                        | 6m,93                            | 7m,71                           | 04,06775      | F8—K2             |                                                                        |
| RS Pup               | Корма                      |                        | 6m,52                            | 7m,67                           | 41,3876       | F8Iab             |                                                                        |
| S Sge                | Стріла                     | John Ellard Gore, 1885 | 5m,24                            | 6m,04                           | 08,382086     | F6Ib—G5Ib         |                                                                        |
| U Sgr                | Стрілець (у скупченні M25) |                        | 6m,28                            | 7m,15                           | 06,74523      | G1Ib              |                                                                        |
| W Sgr                | Стрілець                   |                        | 4m,29                            | 5m,14                           | 07,59503      | F4—G2Ib           | Утворює оптично-подвійну з γ Sgr                                       |
| X Sgr                | Стрілець                   |                        | 4m,20                            | 4m,90                           | 07,01283      | F5—G2II           |                                                                        |
| V636 Sco             | Скорпіон                   |                        | 6m,40                            | 6m,92                           | 06,79671      | F7/8Ib/II—G5      |                                                                        |
| R TrA                | Південний Трикутник        |                        | 6m,4                             | 6m,9                            | 03,389        | F7Ib/II           |                                                                        |
| S TrA                | Південний Трикутник        |                        | 6m,1                             | 6m,8                            | 06,323        | F6II—G2           |                                                                        |
| α UMi (Полярна зоря) | Мала Ведмедиця             |                        | 1m,86                            | 2m,13                           | 03,9696       | F8Ib або F8II     |                                                                        |
| AH Vel               | Вітрила                    |                        | 5m,5                             | 5m,89                           | 04,227171     | F7Ib-II           |                                                                        |
| T Vul                | Лисичка                    |                        | 5m,41                            | 6m,09                           | 04,435462     | F5Ib—G0Ib         |                                                                        |